# Camiña Sarria
Camiña Sarria es un partido político local de Sarria fundado por Claudio Garrido Martínez.
En las elecciones municipales de 2019 consiguió la mayoría absoluta con el apoyo de Galicia Sempre.